# Мъгси Богс
Тайрън Къртис „Мъгси“ Богс (на английски: Tyrone Curtis "Muggsy" Bogues), роден на 9 януари 1965 година в Балтимор, Мериленд, е бивш американски професионален баскетболист и настоящ треньор. Със своята височина от 160 cm е най-ниският играч играл някога в НБА. Играе цели 14 сезона в НБА на позиция „гард“, като 10 сезона от тях изкарва в Шарлът Хорнетс. Играе също така и за отборите на Уошингтън Уизърдс, Голдън Стейт Уориърс, Торонто Раптърс. След края на кариерата си се изявява като треньор.

## Биография

### Детски години
Мъгси Богс е роден в Балтимор, Мериленд и започва да играе в местен училищен отбор, където е съотборник с редица други бъдещи играчи от НБА. През годините 1981 и 1982 отборът му завършва без загуба в училищното първенство.

### Колежански години
В университета „Уейк Форест“ играе 4 сезона, където се изявява на високо ниво и поставя рекорд по асистенции. Последната година завършва с 14.8 точки, 9.5 асистенции, 3.8 борби и 2.4 откраднати топки средно на игра.

През 1986 г. като част от Националния отбор на САЩ печели Световното първенство по баскетбол.

### НБА
Никой не предполага, че Мъгси Богс може да стане професионалист поради ниския си ръст от 160 cm (при среден ръст в лигата по това време от 204 cm), но през 1987 г. е избран в драфта под номер 12 от Уошингтън Булетс и така става най-ниският играч играл някога като професионалист в САЩ. През същата година с драфта в НБА влизат и други именити баскетболисти като Дейвид Робинсън - Адмирала, Реджи Милър, Скоти Пипън и Кевин Джонсън.
 Интересен факт е, че през първата си година в Уошингтън Уизърдс е съотборник с Менът Бол, който е най-високият играч в НБА за всички времена с ръст от 231 cm.

Въпреки ръста си Мъгси Богс има цели 39 чадъра в своята кариера, дори един срещу Патрик Юинг (213 cm височина) през 1993 г. Това си постижение дължи на много високия си отскок от 110 cm. Ниският ръст му дава предимство в бързина, експлозивност и демараж спрямо повечето от неговите опоненти на терена.

През 1988 г. преминава в Шарлът Хорнетс и играе там 10 сезона, където той е основен играч, и заедно с Алонзо Морнинг и Лари Джонсън стават едни от най-популярните отбори в НБА. Богс е рекордьор по изиграни минути (19768), откраднати топки (1067) и асистенции средно на мач (13.5) за отбора си, като по брой асистенции отстъпва само на Джон Стоктън.

През 1997 г. напуска „Стършелите“ и изиграва по 2 сезона за Голдън Стейт Уориърс и Торонто Раптърс, като през 2001 г. слага край на кариерата си.

### След НБА
Мъгси Богс се изявява предимно като треньор.

## Статистика
- Общо в редовен сезон:

14 сезона, 889 мача, точки (7,7 средно на мач), асистенции (7,6 средно на мач), борби (2,6 средно на мач), откраднати топки (1,5 средно на мач);
- Общо в плейофите:

5 сезона, 19 мача, точки (8,9 средно на мач), асистенции (5,6 средно на мач), борби (2,7 средно на мач), откраднати топки (1,7 средно на мач);

## Извън терена
Мъгси Богс се снима в няколко филма и телевизионни предавания, най-известният от които e „Космически забивки“ (1996).